# Sam Bartram
Samuel Bartram (Jarrow, 1914. január 22. – 1981. július 17.) angol labdarúgó, edző. Kapusként játszott, és ő tartja a legtöbb mérkőzésen való szereplés rekordját a Charlton Athletic csapatában, amely az egyetlen klubja volt profi szinten.

## Pályafutása
Az iskola befejezése után Sam Bartram bányász lett, és középcsatárként vagy fedezetként játszott az északkelet-angliai alsóbb osztályú labdarúgásban. Tinédzserként próbajátékon volt a Reading csapatánál, végül azonban nem igazolták le. Amikor helyi klubja, a Boldon Villa kapus nélkül maradt az 1934-es kupadöntőre, Bartram állt be a kapuba. A Charlton Athletic egyik játékosmegfigyelője, Anthony Seed éppen a mérkőzést nézte, és Bartram olyan jól teljesített, hogy Seed ajánlotta őt testvérének, Jimmy Seednek, aki a Charlton titkári menedzsere volt. Anthony Seed volt a Charlton északkeleti régió vezető játékosmegfigyelője.
A Charltonnál töltött első három éve alatt a klub a harmadosztályból az első osztály második helyezéséig jutott. Bartram 22 éven át állt az Addicks kapujában, figyelmen kívül hagyva a háború alatt máshol tett nem hivatalos vendégszerepléseit, és 1956-os visszavonulásáig soha nem került ki a csapatból. A Charlton egyik legnagyobb játékosának és legkiválóbb kapusának tartják. 1943 és 1947 között négy döntőben játszott a Wembley-ben (1946-ban és 1947-ben az FA-kupa döntőjében, valamint 1944-ben és 1945-ben a Southern Football League War Cup döntőjében), és 1947-ben megnyerte az FA-kupát. 1947. március 29-én, az Elland Roadon, a Newcastle United elleni elődöntő során ételmérgezéssel küzdött, ezért a gyomrára tett forró borogatással játszott.
A második világháború alatt vendégjátékosként szerepelt a York City, a Liverpool és a West Ham United csapataiban. Emellett fizikai kiképzőként tevékenykedett.
Gyakran emlegették úgy, mint 'a legjobb kapus, aki soha nem játszott Anglia színeiben'. Bár 1951-ben az angol válogatottal Ausztráliában turnézott, és játszott az angol B-válogatottban is, nem tudta beverekedni magát a kezdő tizenegybe. Ennek oka az volt, hogy angol válogatottban Frank Swifttel és Ted Ditchburnnal kellett versengenie a kapus posztért.
1954. március 6-án, 500 bajnoki mérkőzésével rekordot állított fel az angol labdarúgó-bajnokságban. Az 1954-es Év Labdarúgója választáson, 40 évesen, a második helyen végzett.
Bartram a legidősebb játékos, aki valaha a Charltonban pályára lépett, egészen 42 éves koráig szerepelt a csapatban. 1956-ban, rekordot jelentő 623 mérkőzés után távozott, majd a York City vezetőedzője lett. 1960-ban a Luton Town vezetőedzőjeként dolgozott, majd futballrovat-szerzőként írt a The People lap számára. Utolsó éveit Harpendenben töltötte.

### Köd incidens
Egy sokak által ismert incidens részese volt 1937. december 25-én, amikor sűrű köd ereszkedett arra a mérkőzésre, amelyet a Chelsea ellen játszottak a Stamford Bridge-en:

„Nem sokkal a kezdőrúgás után" – írta önéletrajzában –, „[a köd] gyorsan sűrűsödni kezdett a távolabbi kapunál, átúszott a Chelsea kapusánál, Vic Woodley-nál, és egyenletesen közeledett felém. A játékvezető megállította a mérkőzést, majd amikor a látási viszonyok javultak, újraindította azt. Akkoriban mi voltunk fölényben, és egyre kevesebb alakot láttam, ahogy folyamatosan támadtunk.”
A játék szokatlanul elcsendesedett, de Sam kitartott a helyén, a tizenhatos széléről figyelve a sűrűsödő ködöt. Azon gondolkodott, miért nem halad a játék az ő irányába.
„Hosszú idő után” – írta –, „egy alak bontakozott ki a ködfüggönyből előttem. Egy rendőr volt, aki hitetlenkedve meredt rám. »Mi a fenét keresel itt?« – kérdezte döbbenten. »A mérkőzést negyed órával ezelőtt lefújták. A pálya teljesen üres.« Amikor pedig kitapogattam az utat az öltözőig, a Charlton többi játékosa, már fürdés után és civil ruhában, nevetéstől fetrengve fogadott.

## Öröksége és magánélete

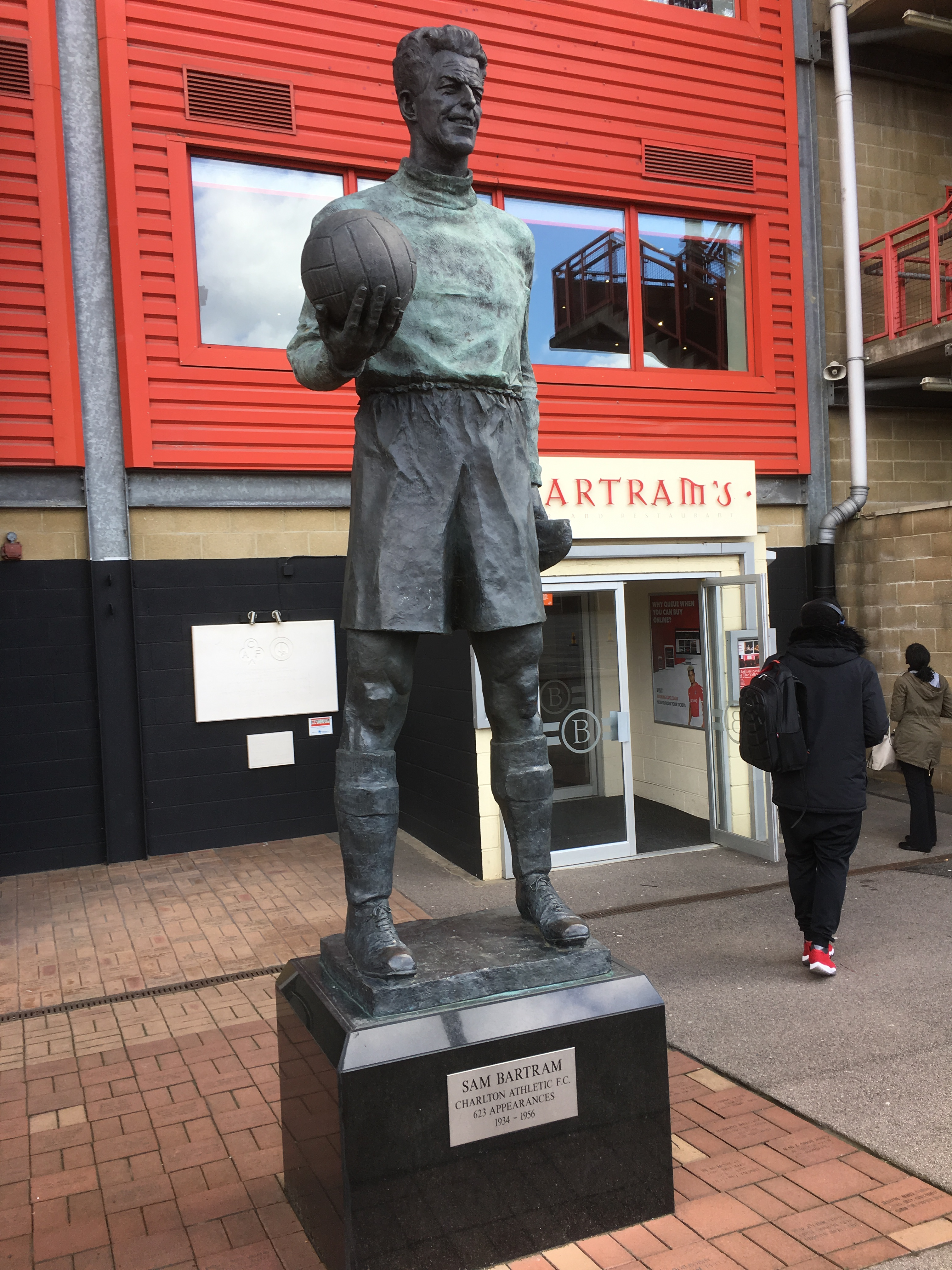
Sam Bartram szobra 2009-ben

1976-ban és 1977-ben a stadion Jimmy Seed felőli végén épült egy lakótömb és hét ház, amelyek a Sam Bartram Close nevet kapták.
2006-ban egy kilenc láb magas szobrot állítottak Sam Bartramnak a Charlton stadionja, a The Valley előtt, a klub centenáriumának megünneplésére.
Ötven évvel visszavonulása után a Charlton az ő tiszteletére nevezte el a Valley-ben található Bartram bárt és éttermet.
Jimmy Bartram unokaöccse volt, aki csatárként játszott a skót Falkirk csapatában.
Sam Bartram tiszteletére évente megrendezik a Sam Bartram Emlékkupa (angolul: Sam Bartram Memorial Cup) nevű mérkőzést. Az eseményen általában a South Shields és a Boldon CA csapatai mérik össze erejüket.

## Edzői statisztika
| Csapat     | Nemzet   | –tól             | –ig             | Eredményességi mutató | Eredményességi mutató | Eredményességi mutató | Eredményességi mutató | Eredményességi mutató | Eredményességi mutató |
| M          | Gy       | D                | V               | GY%                   | Jegy.                 |                       |                       |                       |                       |
| ---------- | -------- | ---------------- | --------------- | --------------------- | --------------------- | --------------------- | --------------------- | --------------------- | --------------------- |
| York City  | Anglia   | 1956. március 1. | 1960. július 1. | 211                   | 85                    | 70                    | 56                    | 40.28                 |                       |
| Luton Town | Anglia   | 1960. július 1.  | 1962. június 1  | 95                    | 35                    | 42                    | 18                    | 36.84                 |                       |
| Összesen   | Összesen | Összesen         | Összesen        | 306                   | 120                   | 112                   | 74                    | 39.22                 | —                     |

## Fordítás
- Ez a szócikk részben vagy egészben  a   Sam Bartram című angol Wikipédia-szócikk ezen változatának fordításán alapul.  Az eredeti cikk szerkesztőit annak laptörténete sorolja fel. Ez a jelzés csupán a megfogalmazás eredetét és a szerzői jogokat jelzi, nem szolgál a cikkben szereplő információk forrásmegjelöléseként.